# حق
الحق في اللغة: هو الثابت الذي لا يسوغ إنكاره، وفي اصطلاح أهل المعاني هو الحكم المطابق للواقع، يطلق على الأقوال والعقائد والأديان والمذاهب، باعتبار اشتمالها على ذلك، ويقابله الباطل.
وأما الصدق فقد شاع في الأقوال خاصة، ويقابله الكذب، وقد يفرق بينهما بأن المطابقة تعتبر في الحق من جانب الواقع، وفي الصدق من جانب الحكم، فمعنى صدق الحكم مطابقة للواقع، ومعنى حقيقته مطابقة الواقع إياه.

## القضايا المتعلقة بالتعريف
هناك خلاف كبير حول المقصود على وجه التحديد بما يعنى بمصطلح الحقوق. استخدم مفكرون، فضلًا عن مجموعات أخرى مختلفة، التعريف لأغراض مختلفة، بتعريفات مختلفة وأحيانًا متعارضة، وإن التعريف الدقيق لهذا المبدأ، إضافة إلى إلى وجود صلة ما بالقواعد المعيارية من نوع أو آخر، هو تعريف مثير للجدل.

تكمن إحدى الطرق للحصول على فكرة عن المفاهيم والمعاني المتعددة للمصطلح بالنظر في طرق مختلفة لاستخدامه. هناك العديد من الأمور المتنوعة التي تعتبر من الحقوق:
الحق في الحياة، والحق في الاختيار؛ والحق في التصويت، والحق في العمل، والحق في الإضراب؛ الحق في مكالمة هاتفية واحدة، وحل البرلمان، وتشغيل رافعة شوكية، وحق اللجوء، والمساواة في المعاملة أمام القانون، والشعور بالفخر بما قام به المرء؛ والحق في الوجود، وإصدار الحكم ضد الجاني حتى الموت، وإطلاق أول ضربة نووية، وحمل سلاح مخبأ لديه، وحمل هوية جينية محددة؛ حق المرء في الإيمان بنفسه، وإعلان فردين زوجًا وزوجة، وأن يترك المرء وحده، وأن يذهب إلى الجحيم بطريقته الخاصة.
هناك أيضًا طرق متنوعة في تصنيف الحقوق، مثل:
من يزعم امتلاك الحق: حقوق الطفل، وحقوق الحيوان، وحقوق العمال، وحقوق الدول، وحقوق الشعوب. الإجراءات أو الأحوال أو الأشياء التي تختص بالحق المزعوم: الحق في حرية التعبير وإصدار الأحكام؛ والحق في الخصوصية، والحق في التزام الصمت؛ حقوق الملكية، والحقوق الجسدية. لماذا يمتلك صاحب الحق حقه: الحقوق الأخلاقية نابعة من أسباب أخلاقية، والحقوق القانونية مستمدة من قوانين المجتمع، والحقوق العرفية هي جوانب من العادات المحلية. كيف يمكن أن يتأثر حق الفرد بتصرفاته: الحق غير القابل لتحويل ملكيته في الحياة، والحق القابل للمصادرة في الحرية، والحق القابل للنقض في الوفاء بالوعد.
دار جدل كبير حول ما يعنيه هذا المصطلح داخل المجتمع الأكاديمي، خاصة في مجالات مثل الفلسفة، والقانون، وعلم الأخلاق، والمنطق، والعلوم السياسية، والدين.

### الحقوق الطبيعية والقانونية
- الحقوق الطبيعية هي حقوق «طبيعية» بمعنى «ليست مصطنعة، وليست من صنع الإنسان»، كما هي الحال في الحقوق المستمدة من الطبيعة البشرية أو من أحكام إله. هي حقوق عالمية، أي أنها تنطبق على جميع الناس، ولا تستمد من قوانين أي مجتمع بعينه. هي موجودة بالضرورة، داخل كل فرد، ولا يمكن أن تؤخذ منه. مثلًا، يقال إن للبشر حقًا طبيعيًا في الحياة. تسمى أحيانًا بالحقوق الأخلاقية أو الحقوق غير القابلة للتصرف.
- أما الحقوق القانونية فهي تقوم على عادات المجتمع أو قوانينه أو تشريعاته أو تصرفاته. ومن أمثلة الحقوق القانونية حق التصويت للمواطنين. كثيرًا ما تعتبر الجنسية أساسًا للحصول على حقوق قانونية، وتعرف بأنها «الحق في التمتع بالحقوق». تسمى الحقوق القانونية في بعض الأحيان حقوقا مدنية أو حقوقا قانونية، وهي نسبية ثقافيًا وسياسيًا لأنها تعتمد على سياق مجتمعي محدد ليكون لها معنى.

يرى بعض المفكرين الحقوق بمعنى واحد فقط، في حين يتقبل آخرون أن كلا المعنيين يحتملان قدرًا من الصحة. هناك قدر كبير من النقاش الفلسفي حول هذه المعاني على مر التاريخ. مثًل، اعتقد جيريمي بنثام أن الحقوق القانونية هي جوهر الحقوق، وأنكر وجود حقوق طبيعية؛ في حين توما الأكويني أن الحقوق التي يسوقها قانون قانون وضعي لا تستند إلى القانون الطبيعي ليست حقوقًا على الإطلاق، بل مجرد واجهة أو ادعاء بالحقوق.

### الحق المطالب به مقابل الحق في الحرية
- الحق المطالب به هو حق يستلزم أن يكون لشخص آخر واجب تجاه صاحب الحق. يجب على شخص آخر أن يفعل شيئًا أو يمتنع عن القيام بشيء ما لصالح صاحب المطالبة أو من أجله، مثل أداء خدمة أو تقديم منتج له أو لها؛ أي أن لديه مطالبة بتلك الخدمة أو المنتج (مصطلح آخر للحق هو شيء قيد التنفيذ). من الناحية المنطقية، يمكن التعبير عن هذه الفكرة على النحو التالي: «يمتلك الشخص أ مطالبة للشخص ب بأن يفعل شيئًا ما، فقط إذا كان متوجبًا على ب القيام بذلك الشيء». يمكن أن يكون هذا الواجب هو تصرفًا أو الامتناع عن التصرف. مثلًا، تعترف العديد من السلطات القضائية بحقوق مطالبة واسعة بأمور مثل «الحياة والحرية والملكية»؛ تفرض هذه الحقوق التزامًا على الآخرين بعدم الاعتداء على شخص أو تقييده أو استخدام ممتلكاته دون إذن من صاحب المطالبة. بالمثل، تحت ظل السلطات القضائية التي تكفل خدمات الرعاية الاجتماعية، يتمتع المواطنون بحقوق قانونية في المطالبة بتوفير تلك الخدمات.
- على النقيض من ذلك، فإن الحق في الحرية أو الامتياز هو مجرد حرية أو إذن لحائز الحق بأن يفعل شيئًا، ولا توجد أية التزامات على الأطراف الأخرى بأن تفعل شيئًا أو لا تفعل شيئًا. يمكن التعبير عن ذلك منطقيًا على النحو التالي: «لدى الشخص أ امتياز لفعل شيء إذا، وفقط إذا لم يكن لديه واجب بعدم فعل ذلك الشيء». على سبيل المثال، إذا كان الشخص يتمتع بالحق القانوني في حرية التعبير، فإن هذا يعني ببساطة أنه ليس من المحظور قانونًا أن يتحدث بحرية: هذا لا يعني أنه على أي شخص أن يساعد في تمكين خطابه أو الاستماع إلى خطابه؛ أو حتى الامتناع في حد ذاته عن منعهم من الكلام، رغم أن حقوقًا أخرى، مثل الحق في عدم التعرض للاعتداء، قد تقيد بشدة ما يمكن للآخرين فعله لمنعهم.

إن الحقوق في الحرية والحقوق المطالب بها هي عكس بعضها البعض: فالشخص لديه حق الحرية الذي يسمح له بفعل شيء ما فقط إذا لم يكن هناك شخص آخر لديه حق المطالبة بمنعه من القيام بذلك. على نحو مماثل، إذا كان للشخص حق مطالب به تجاه شخص آخر، فإن حرية ذلك الشخص الآخر تكون محدودة. مثًلا، يحق للشخص المشي على الرصيف بحرية، ويمكنه أن يقرر بحرية ما إذا كان سيفعل ذلك أم لا، لأنه لا يوجد التزام بذلك أو بالامتناع عن ذلك. لكن المشاة قد يكون عليهم التزام بعدم السير في أراضٍ معينة، مثل ممتلكات الآخرين الخاصة، التي يحق لهؤلاء الأشخاص الآخرين المطالبة بها. على هذا فإن حق الشخص في ممارسة حياته بحرية يمتد على وجه التحديد إلى النقطة حيث يحد حق مطالبة شخص آخر من حريته.

### الحقوق الوضعية والحقوق السلبية
الحق، بمعنى من المعاني، هو إذن بفعل شيء ما أو استحقاق في خدمة أو معاملة معينة من الغير، وسميت تلك الحقوق بالوضعية. لكن، بمعنى آخر، قد تسمح الحقوق أو تتطلب عدم التصرف، وتسمى هذه الحقوق بالحقوق السلبية؛ إذ تجيز أو تتطلب عدم القيام بأي شيء. مثلًا، في بعض البلدان، مثل الولايات المتحدة، يتمتع المواطنون بالحق الوضعي في التصويت ولهم الحق السلبي في عدم التصويت؛ إذ بوسع الناس أن يختاروا عدم التصويت في انتخابات بعينها من دون عقاب. في بلدان أخرى، مثل أستراليا، يتمتع المواطنون بحق وضعي في التصويت، ولكنهم لا يتمتعون بحق سلبي في عدم التصويت، إذ إن التصويت إلزامي.

## المذهب الشخصي
يعرف أصحاب المذهب الشخصي الحق بأنه «قدرة أو سلطة ارادية يخولها القانون لشخص معين» فالعنصر الجوهري للحق عن انصار هذا المذهب يكمن في ارادة شخص صاحبه

## المذهب الموضوعي
يرى اصحاب هذا المذهب ان العنصر الجوهري للحق هو موضوع الحق والغرض منه فالحق هو مصلحة يحميها القانون وطبقا لهذا التعريف فان الحق يقوم على عنصرين:
العنصر الأول: موضوعي وهو المصلحة أو المنفعة التي تعود على صاحب الحق وهذه المصلحة قد تكون مادية أو أدبية أو معنوية.
والعنصر الثاني شكلي وهو عنصر الحماية القانونية أي الدعوى القضائية بمنحها لحماية الحق.